# الديمقراطي الليبرتاري
في السياسة الأمريكية، الديمقراطي الليبرتاري هو عضو في الحزب الديمقراطي، يمتلك آراء سياسية ليبرتارية نسبيًا مقارنة بآراء الحزب الوطني.
في حين تتنظّم الفصائل الأخرى من الحزب الديمقراطي جميعها، مثل ائتلاف الكلب الأزرق والائتلاف الديمقراطي الجديد وتجمُّع الكونغرس التقدمي، في الكونغرس، إلا أنّ الفصيل الليبرتاري غير منظم بهذه الطريقة.

## الإيديولوجية
يدعم الديمقراطيون الليبرتاريون أغلبية مواقف الحزب الديمقراطي، لكنهم لا يتشاركون بالضرورة وجهات نظر متطابقة عبر الطيف السياسي؛ أي أنهم أكثر ميلًا لدعم الحريات الفردية والشخصية، ولو بشكل خطابي في سياق القِيَم الديمقراطية. إن الفصيل متنوع للغاية من الناحية الأيديولوجية، بما في ذلك الديمقراطيين المحافظين والتقدميين على حد سواء.
يعارض الديمقراطيون الليبرتاريون مراقبة وكالة الأمن القومي دون إذن قضائي. صوّت أكثر من نصف أعضاء مجلس النواب الديمقراطيين (111 من أصل 194) في عام 2013، لصالح وقف تمويل برنامج مراقبة الهاتف التابع لوكالة الأمن القومي.
كتب الممثل السابق والحاكم الحالي لولاية كولورادو، جارد بولس، وهو ديمقراطي ذو توجه ليبرتاري، في مجلة ريزون: «أعتقد بوجوب تصويت الليبرتاريين للمرشحين الديمقراطيين، خاصة وأنهم يصبحون أكثر دعمًا للحرية الفردية والحرية بشكل عام من الجمهوريين». وأشار كذلك إلى معارضة قانون وقف القرصنة على الإنترنت ودعم تشريع الماريجوانا، ودعم أيضًا الفصل بين الكنيسة والدولة في الولايات المتحدة وحركات حقوق الإجهاض والسلامة الجسدية الفردية ومعارضة المراقبة الجماعية وإصلاح قانون الضرائب كمجالاتٍ ينسجم فيها غالبية الديمقراطيين بشكل جيد مع القيم الليبرتارية.
مع الحفاظ على أيديولوجية ليبرتارية نسبيًا، قد يختلف الحزب الديمقراطي الليبرتاري مع الحزب الليبرتاري حول قضايا مثل حماية المستهلك وإصلاح الرعاية الصحية وقوانين مكافحة الاحتكار والمبلغ الإجمالي لمشاركة الحكومة في الاقتصاد.

## تاريخ

### العصر الحديث
أعاد الحزب الديمقراطي النظر في موقفه بشأن السيطرة على الأسلحة بعد خسارة الانتخابات في عام 2004. الأمر الذي أصبح موضعًا للنقاش والذي أثاره كل من هوارد دين وبيل ريتشاردسون وبريان شفايتزر وغيرهم من الديمقراطيين الفائزين في الولايات التي تعد فيها حقوق التعديل الثاني لدستور الولايات المتحدة الأمريكية مهمة للعديد من الناخبين. أدى الموقف الناتج عن السيطرة على الأسلحة إلى جذب الناخبين ذوي العقلية الليبرتارية، ما أثر على المعتقدات الأخرى.
في العقد الأول من القرن الحادي والعشرين، وفي أعقاب كشف إدوارد سنودن عن مراقبة وكالة الأمن القومي (كشف التنصت العالمي) في عام 2013، والظهور المتزايد للامركزية عبر الإنترنت والعملات المشفرة مثل البيتكوين، والفشل الملحوظ للحرب على المخدرات وعنف الشرطة في أماكن مثل فيرغسون، عمل المشرعون الديمقراطيون كأعضاء مجلس الشيوخ، رون وايدن وكيرستن غيليبراند وكوري بوكر والنائب جارد بولس جنبًا إلى جنب مع الجمهوريين الليبرتاريين، كالسيناتور راند بول والنائب جاستن عماش للحد مما يُنظر إليه على أنه تجاوز حكومي في كل من هذه المجالات، وحصلوا على موافقة حماسية من مصادر ليبرتارية تقليدية مثل مجلة ريزون. أثرت القوة السياسية المتنامية لوادي السليكون، وهو معقل ديمقراطي منذ مدة طويلة ومتساهل مع إلغاء القيود الاقتصادية والحماية القوية للحريات المدنية مع الحفاظ على وجهات النظر الليبرتارية التقليدية حول القضايا الاجتماعية، بشكل خطير على الميول الليبرتارية المتزايدة للديمقراطيين الشباب.
أثّر الفصيل الليبرتاري على المستوى الرئاسي أيضًا في فترة ما بعد جورج بوش الابن. إذ ترك مايك غرافيل، عضو مجلس الشيوخ عن ولاية ألاسكا والطامح للرئاسة، الحزب الديمقراطي في منتصف دورة الانتخابات الرئاسية الأمريكية لعام 2008 سعيًا منه للحصول على ترشيح الحزب الليبرتاري للرئاسة، وتنشّط العديد من الديمقراطيين المناهضين للحرب والليبرتاريين المدنيين من خلال الحملات الرئاسية للجمهوري الليبرتاري رون بول لعامي 2008 و2012، ويمكن القول إن هذه الدائرة الانتخابية احتضنت الحملات الرئاسية للديمقراطي المستقل بيرني ساندرز لعامي 2016 و2020 لنفس الأسباب. انتُخب الليبرتاريون العاملون في مشروع الولاية الحرة في ولاية نيو هامبشاير، لمناصب مختلفة تعمل كخليط من الجمهوريين والديمقراطيين. وجد استطلاع أجرته رويترز في عام 2015 أن 22% من الناخبين الديمقراطيين عرّفوا بأنفسهم على أنهم «ليبرتاريون»، أكثر من نسبة الجمهوريين وأقل من نسبة المستقلين الذين قاموا بذلك.

## شخصيات عامة

### مسؤولون منتخبون حاليون

#### مجلس الشيوخ
- كوري بوكر، عضو مجلس الشيوخ الأمريكي عن نيوجيرسي، عمدة نيوارك الثامن والثلاثون (2013-2006)، عضو مجلس بلدية نيوارك المحلي من سنترال وارد (2002-1998). وصفه صديق قديم بأنه يتسم «بنزعة ليبرتارية» بصفته عمدة مدينة نيوارك في ولاية نيوجيرسي. دعم بوكر عددًا من السياسات التي يدعمها الليبرتاريون، بما في ذلك المدارس المستقلة وبرامج القسيمة المدرسية ومناطق المشاريع الحضرية.[10] يقول دانييل ج. ميتشل من معهد كاتو عن بوكر أنه يمتلك آراء ليبرتارية في معارضته القوية للحرب على المخدرات.[11]
- رون وايدن، عضو مجلس الشيوخ الأمريكي عن ولاية أوريغون، رئيس اللجنة المالية في مجلس الشيوخ (2015-2014، 2021 إلى الوقت الحاضر)، عضو بارز في اللجنة المالية في مجلس الشيوخ (2021-2015)، رئيس لجنة الطاقة في مجلس الشيوخ (2014-2013)، وعضو في مجلس الشيوخ لمجلس النواب الأمريكي من منطقة الكونغرس الثالثة في ولاية أوريغون (1996–1981). وهو معروف بآرائه الليبرتارية المدنية وتعاونه مع السيناتور الجمهوري الليبرتاري راند بول في الجهود المبذولة ضد استخدام الطائرات المحلية دون طيار والمراقبة الجماعية في الولايات المتحدة دون إذن قضائي.[12][13]

#### الحكّام
- جارد بولس، الحاكم الثالث والأربعون لولاية كولورادو، وعضو مجلس النواب الأمريكي عن منطقة الكونغرس الثانية في كولورادو (2019-2009)، وعضو مجلس التعليم في ولاية كولورادو (2007-2001).[14] وصفته المجلة الليبرتارية ريزون في عام 2014 بأنه «يساري ليبرتاري» و«الديمقراطي الأكثر ميلًا إلى الليبرتارية» في الكونغرس بسبب موقعه «كصوت رائد في مجال الحريات المدنية، من حقوق السلاح إلى الخصوصية عبر الإنترنت، ومن الدفاع عن البيتكوين إلى الدفاع عن مشروعية الأعشاب المخدرة».[15] كتب بولس مقالة افتتاحية في مجلة ريزون يجادل فيها وجوب تصويت المواطنين ذوي الميول الليبرتارية للديمقراطيين.[16] وأكد بولس على قضايا الحرية الرقمية ومعارضة المراقبة الجماعية والتنصت على المكالمات الهاتفية دون إذن قضائي.[17] وكان حين وجوده في الكونغرس، زائرًا ديمقراطيًا من حينٍ لآخر لتجمع الحرية التابع للنائب الليبرتاري جاستن عماش الذي يهيمن عليه الجمهوريون اليوم. استخدم بولس بوصفه حاكمًا لولاية كولورادو، حق النقض في عام 2019 ضد ثلاثة مشاريع قوانين من شأنها تأمين متطلبات الترخيص المهني لمديري جمعيات مالكي المنازل والوكلاء الرياضيين والمستشارين في علم الوراثة؛ يعكس حق النقض ميول بولس الليبرتارية. ومع ذلك، أظهر بولس منذ انتخابه حاكمًا، موقفًا تقدميًا ليبرتاريًا بدعمه وتوقيعه على تشريع يزيد من إشراف الدولة على صناعة النفط والغاز، من خلال مشروع قانون مجلس الشيوخ رقم 181 الذي يقيد حقوق السلاح بواسطة ستة مشاريع قوانين مختلفة للتحكم في الأسلحة، بالإضافة إلى 14 مشروع قانون. تعمل مشاريع القوانين على توسيع التنظيم الحكومي على صناعة الرعاية الصحية بدءًا من عام 2021. ومن ناحية أخرى، دعم الحاكم بولس أيضًا استخدام العملات المشفرة وإلغاء ميثاق حقوق دافعي الضرائب في كولورادو (TABOR) والزيادات الضريبية على التبغ.

#### ممثلي الدولة
- أماندا بولدين، عضو مجلس نواب نيو هامبشاير، ومشاركةِ في مشروع الولاية الحرة وناشطة سابقة في حركة حزب الشاي.[18]